# 甲状腺炎
甲状腺炎（Thyroiditis）是發生在甲状腺的炎症，包括甲状腺功能亢进症或甲狀腺機能低下症，是內分泌學疾病的一種。
甲状腺位於頸部的前方、喉结以下，負責生產控制生陳代謝的荷尔蒙。

## 流行病學
大多數類型的甲狀腺炎在女性中的發病率是男性的三到五倍。平均發病年齡在30至50歲之間。這種疾病往往是地理和季節性的，並且在夏季和秋季最常見。

## 參看
- 甲狀腺機能低下症
- 甲状腺功能亢进症
- 桥本氏甲状腺炎（簡稱橋本病）
- 甲狀腺癌